# Мальчик (собака)
Ма́льчик (1996, Москва, Россия — декабрь 2001, станция метро «Менделеевская», Москва, Россия) — беспородный бездомный кобель, живший в московском метрополитене в период действия в городе программы ОСВВ, когда собаки не отлавливались, а лишь стерилизовались и возвращались в места поимки. Был убит ножом в декабре 2001 года местной жительницей Юлианой Романовой в подуличном переходе у входа на станцию, вследствие конфликта с её стаффордширским терьером. Литературовед, веган и борец за права животных Ирина Озёрная знала этого пса, она жила неподалеку и каждое утро его подкармливала, после его гибели написала цикл статей под рубрикой «Убили Мальчика», опубликованный в нескольких номерах газеты «Известия». Публикации в этом и других изданиях об инциденте вызвали бурную реакцию со стороны зоозащитной общественности. 17 февраля 2007 года на станции «Менделеевской» был установлен памятник, названный «Сочувствием». Против Романовой впоследствии было возбуждено уголовное дело по статье «жестокое обращение с животными», она была признана невменяемой и отправлена в психиатрический стационар для лечения на один год. По данным СМИ, животное было конфликтным и не давало прохода другим собакам, кроме приглянувшейся ему рыжей сучки, однако приводились и иные версии. После его смерти в переходе стали жить два кобеля с кличками Рыжик и Тошка. Восемь лет спустя — в 2009 году, городские власти возобновили прекращённый в конце 1990-х гуманный безвозвратный отлов собак и животные, находившиеся на объектах метрополитена были пойманы и помещены в муниципальные приюты.

## Жизнь
Пес родился в 1996 году в Москве. Вплоть до убийства проживал на станции «Менделеевской» Московского метрополитена. Мальчик был одним из десятков тысяч собак, которые в ходе реализации городской программы ОСВВ в России обитали безнадзорно на станциях Московского метро и в общественных зданиях. Он был отдан начальнику станции в качестве подарка от посетителя. С тех пор он жил у него, в частности ночевал у входа в станцию. Мальчик был любимцем многих местных жителей и продавщиц многих местных киосков. СМИ приводили разноречивые версии, согласно одним, он был ласковым псом, по другим был охарактеризован как конфликтный и злой. Размером он был как средняя немецкая овчарка.

## Смерть
В день гибели пес находился на самовыгуле рядом с вестибюлем метро. Он напал на стаффордширского терьера Юлианы Романовой. После этого между ею и владельцем торговой палатки Мамукой произошла словесная перепалка. Мамука попытался расцепить собак. Тогда она достала из сумки нож и убила Мальчика.

## Памятник
Памятник был назван «Сочувствием» и был открыт 17 февраля 2007 года на станции «Менделеевской» Московского метрополитена, там где Мальчик был убит. Скульптура была изготовлена на пожертвования зоозащитной общественности и сочувствующих граждан.

Вид памятника с другого ракурса